# Bernardo Daniel Romeo
Bernardo Daniel Romeo (Tandil, Argentina, 10 de setembro de 1977) é ex-jogador de futebol argentino, que atuava como atacante. Seu último clube foi o Club Atlético San Lorenzo de Almagro.